# José Mauro Catta Preta Leal
José Mauro Catta Preta Leal(Espera Feliz, Minas Gerais, 17 de maio de 1950) é um jurista, magistrado, professor e doutrinador brasileiro. É amplamente reconhecido por sua atuação na área de Direito Empresarial, em especial, em Títulos de Crédito. 
Nascido em Espera Feliz (MG), passou a maior parte da infância e juventude na cidade de Divino (MG). Mudou-se para Belo Horizonte (MG) no ano de 1969. Graduou-se em Direito pela UFMG no ano de 1975. Foi professor de Direito Comercial da Faculdade de Direito Milton Campos de 1982 a 2024, sendo Mestre em Direito Empresarial pela Faculdade Milton Campos.
Foi sócio e fundador do Catta Preta Leal Advogados, vice-presidente da Ordem dos Advogados do Brasil, seção Minas Gerais, entre 1997 e 2003, Diretor da Escola Superior de Advocacia da OAB/MG e Procurador do Estado de Minas Gerais. Lecionou Direito Comercial na Faculdade de Direito da UFMG, no Centro Universitário UNA e na Faculdade de Direito Milton Campos, FDMC. Foi agraciado com a Medalha da Inconfidência no ano de 1998.
Em 15 de outubro de 2010, foi nomeado Desembargador do Tribunal de Justiça do Estado de Minas Gerais (TJMG) pelo Governador Antônio Augusto Junho Anastasia, em vaga destinada ao Quinto Constitucional. Em 2023, aposentou-se, por idade, do cargo de Desembargador do TJMG. 
É pai do advogado e professor Thales Poubel Catta Preta Leal, também fundador da sociedade Catta Preta Leal Advogados. 